# سیارک ۶۳۰۳۲
سیارک ۶۳۰۳۲ (به انگلیسی: 63032 Billschmitt، نامگذاری:2000WS62) شصت و سه هزار و سی و دومین سیارک کشف شده‌است که در ۲۸ نوامبر ۲۰۰۰ کشف شد.